# Croada del 1101
La Croada del 1101 (1100 - 1101) va ser una expedició militar promoguda pel papa Pasqual II enviada com a reforç per la conquesta de Terra Santa, que arribà en dos grups. Hi van participar especialment els que anteriorment s'havien compromès però no havien enviat tropes i aquells que l'havien abandonat a mitja campanya durant la Primera Croada. Es deia que els que no havien complet el seu vot eren avergonyits pels altres i eren contínuament pressionats per marxar, per exemple Adela, esposa del comte de Blois, que havia fugit del setge d'Antioquia el 1098, el titllava de covard i no li permetia viure en la mateixa casa.
El contingent, liderat per Ramon IV de Tolosa va decidir seguir la mateixa ruta que en la primera croada, passant per Dorilèon i dirigir-se després cap a Iconi, però el col·lectiu principal, format per llombards va decidir anar cap al nord, a Niksar, i en aquell camí van ser aturats per un exèrcit aliat de seljúcides i danishmèndides que els derrotaren a Mersivan.

## Els llombards

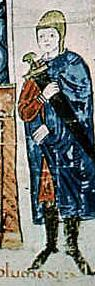
L'exèrcit de llombards i toscans en una il·lustració del Vita Mathildis, ca. 1100.

Com en la primera croada, els pelegrins i els soldats no marxaren junts formant un sol exèrcit, sinó en diverses agrupacions segons les diferents regions d'on procedien. Pel setembre del 1100, un gran grup de llombards sortiren de Milà. La majoria d'ells eren voluntaris sense entrenament militar i estaven comandats per Anselm IV, arquebisbe de Milà. Quan arribaren al territori romà d'Orient, s'abastiren robant a la població i l'emperador Aleix I Comnè els obligà a acampar fora de Constantinoble, escortats pel seu exèrcit. Malgrat tot, quan van poder van escapar i entraren a robar dins el palau de Blaquernes, on van matar el cadell de lleó que l'emperador tenia domesticat. Els llombards van ser traslladats ràpidament a l'altra banda del Bòsfor i acamparen a Nicomèdia, mentre esperaven l'arribada de la resta dels reforços.
A Nicomèdia se'ls uní el maig del 1101 un petit però més fort contingent de francesos, borgonyons i alemanys, comandats per Esteve de Blois, Esteve I de Borgonya, Eudes I de Borgonya i Conrad, conestable d'Enric IV del Sacre Imperi Romanogermànic. A Nicomèdia els va anar a rebre Ramon IV de Tolosa un dels líders de la Primera Croada i home de confiança de l'emperador romà d'Orient, el qual envià un exèrcit de mercenaris petxenegs comandats pel general Tzitas. Amb Ramon IV com a comandant general, marxaren cap a Dorilèon a finals de mes. Tenien pensat continuar fins a Iconi, però els llombards, que superaven en nombre tots els altres contingents, s'entossudiren en anar a Niksar on sabien que Bohemon I d'Antioquia estava captiu pels danixmendites. El 23 de juny capturaren Ankara i la lliuraren als romans d'Orient. Llavors muntaren un breu setge a la ciutat de Gangra i, en acabat, continuaren cap al nord per provar de capturar la ciutat de Kastamonu. Durant el camí van ser assetjats pels seljúcides amb atacs repetits durant setmanes fins que al juliol sorprengueren els musulmans mentre alimentaven els cavalls i els destruïren.
Arribat aquest punt, sota l'amenaça dels llombards, que no obeïen als caps militars, tot l'exèrcit croat s'allunyà de la seguretat que els podia haver donat la costa de la mar Negra i es desplaçaren cap a l'est, endinsant-se en el territori dels danixmendites, per rescatar Bohemon. Tanmateix, els seljúcides comandats per Kilij Arslan I, s'adonaren de la desunió existent entre els croats i cercaren aliança amb els danixmendites més les tropes de Ridwan, emir d'Alep. A començaments d'agost els croats toparen amb aquesta força combinada de musulmans a Mersivan.

### La batalla de Mersivan
L'exèrcit croat s'organitzà en cinc divisions: els borgonyons, els romans d'Orient, els alemanys, els francesos i els llombards. El territori en què es trobaven, a prop de les muntanyes de Paflagònia, era molt conegut pels turcs seljúcides, però resultava àrid i inhòspit per als cristians, era una gran esplanada per on la cavalleria es podia moure amb facilitat. Els turcs els havien estat empaitant durant dies fins a portar-los a aquest lloc, on Kilij Arslan I sabia que trobarien poc amb què abastir-se.
La batalla s'allargà durant dies. En el primer, els turcs tallaren l'avanç dels croats i els envoltaren. L'endemà el duc Conrad I d'Alemanya portà els seus homes a un atac que fallà rotundament. No només no pogueren obrir-se pas entre les files enemigues, sinó que a més foren incapaços de tornar amb el gruix de l'exèrcit croat i es veieren forçats a cercar refugi en el castell més proper. Això implicà que tenien el pas tallat per buscar subministraments o ajuda ni podien comunicar-se amb la tropa alemanya per fer un atac conjunt posterior.
El tercer dia fou més aviat tranquil, amb poc enfrontament d'importància, però el quart, els croats feren un intens esforç per alliberar-se del parany en què es trobaven. Els croats infligiren moltes baixes entre els turcs, però l'atac fracassà al final del dia.
Els llombards, situats en l'avantguarda, foren derrotats, els petxenegs desertaren quan pogueren, i els francesos i alemanys es veieren forçats a fer una retirada. Ramon de Tolosa quedà enganyat en una roca i fou rescatat per Esteve i Conrad. La batalla continuà l'endemà, dia en què el campament croat fou capturat i els cavallers fugiren deixant enrere dones, nens i capellans, els quals o bé els van matar o els van esclavitzar. La majoria dels llombards, com que no tenien cavalls, van ser encalçats aviat i matats. Ramon, Esteve de Blois i Esteve de Borgonya fugiren en direcció nord fins a Sinope, des d'on embarcaren cap a Constantinoble.

## Els borgonyons del Comtat de Nevers
Poc després que el contingent llombard abandonés Nicomèdia, un altre exèrcit comandat pel comte Guillem II de Nevers arribà a Constantinoble. Havien arribat travessant la mar Adriàtica des del port de Bari, i la marxa cap cap a Constantinoble estigué lliure d'incidents, cosa força inusual dins la història de les croades. Guillem ràpidament comandà el seu exèrcit per trobar-se amb els altres croats però mai es van trobar, tot i que els dos exèrcits probablement van estar a prop l'un de l'altre. Guillem assetjà Iconi, però no reeixí en la captura i patí una emboscada a prop d'Heraclea Cibistra preparada per Kilij Arslan, que acabava de derrotar els llombards a Mersivan i estava ansiós per acabar amb la resta dels croats el més aviat possible. A Heraclea gairebé tot el contingent de Nevers fou aniquilat, només se'n salvà el comte i uns pocs cavallers.

## Els francesos i bàvars
Tan aviat com Guillem de Nevers abandonà Constantinoble, arribava un tercer contingent de reforç, comandat per Guillem IX d'Aquitània, Hug de Vermandois (un dels que no havia complert el seu vot d'anar en la primera croada) i el duc Güelf I de Baviera; amb ells anava de pelegrina Ida d'Àustria, mare de Leopold III de Babenberg. Aquest exèrcit robà a la població romana d'Orient per abastir-se en el seu camí cap a Constantinoble i gairebé entraren en batalla amb les tropes de petxenegs que l'emperador envià per aturar el pillatge. Guillem i Güelf intervingueren per calmar els ànims.
Des de Constantinoble, el grup armat d'aquitans i bàvars es dividí en dos, un grup marxà directament cap a Jaffa en vaixell; entre aquests anava el cronista Ekkehard d'Aura. La resta, marxant per terra, arribà a Heraclea al setembre i, com havia passat als seus antecessors, foren massacrats per Kilij Arslan. Guillem i Güelf escaparen, però Hug rebé una ferida mortal; els supervivents arribaren finalment a Tars, on Hug morí el 18 d'octubre. Ida desaparegué durant aquesta emboscada i probablement fou assassinada, però segons una llegenda fou feta presonera i fou la mare de Imad-ad-Din Zengi I, un gran enemic dels croats en la dècada del 1140, cosa que és cronològicament impossible.

## Conclusió
Guillem de Nevers també escapà a Tars i s'uní a la resta de supervivents que estaven amb Ramon de Tolosa. Aquest exèrcit, ajudà al comte Ramon a capturà Tortosa, amb el suport d'una flota de genovesos. Després anaren cap a Antioquia quan ja s'acabava l'any 1101, i decidiren recuperar forces i continuar el viatge com a pelegrins a Jerusalem, ciutat on arribaren per la Pasqua del 1102. En acabat, la majoria tornaren a casa, amb la promesa d'anar a Terra Santa complida, tot i que alguns romangueren per ajudar el rei Balduí I a defensar Ramla de l'atac dels egipcis. Esteve de Blois morí durant aquesta batalla i també Hug VI de Lusignan, pare de la dinastia reial. Joscelí de Coutenay es quedà en la rereguarda i fou comte d'Edessa el 1118.
La derrota d'aquesta croada permeté que Kilij Arslan pogués establir Iconi (Konya) com a capital, i demostrà als musulmans que els croats no eren tan invencibles com havien aparentat durant la primera croada. Els croats i els romans d'Orient es culparen els uns als altres per aquestes derrotes i cap d'ells fou capaç de crear una ruta segura entre Constantinoble i Terra Santa passant per Anatòlia ara que Kilij Arslan havia enfortit la seva posició. L'única ruta segura cap a Jerusalem era per mar, cosa que beneficiava les repúbliques italianes. La manca d'una ruta segura també beneficià en certa manera al Principat d'Antioquia on Tancred de Galilea, que governava en nom del seu oncle Bohemon, va poder consolidar el funcionament d'aquell estat sense la interferència de Constantinoble.
Tant la segona com la Tercera Croada patirien semblants dificultats al seu pas per Anatòlia.